# エルファリアII ザ・クエスト・オブ・ザ・メルド
『エルファリアII ザ・クエスト・オブ・ザ・メルド』は、1995年6月9日に日本のハドソンから発売されたスーパーファミコン用ロールプレイングゲーム。
前作『エルファリア』（1993年）の100年後の世界が舞台となった続編である。主人公のキバを操作し、かつて世界を滅亡させようと企んでいた「エルザード王」の復活を阻止する事を目的としている。前作では独特なゲームシステムを採用していたが、本作ではレベルアップの概念が導入されるなど一般的なロールプレイングゲームのシステムが採用された。
開発はハドソンおよびレッドカンパニーが行い、スタッフは前作に続きキャラクター・デザインは松下進、プロデューサーは小林雅樹、ディレクターは桶谷正剛、シナリオはあだちひろしが担当している他、音楽はシンガーソングライターのタケカワユキヒデが担当している。

## ゲーム内容
ストーリーについては前作の続編という位置づけだが、前作での重要な出来事や設定については作中で解説されるので、前作をプレイしていなくても楽しむことが出来る。ただしシナリオの本筋とあまり関係ない場面では、前作をプレイしていないと全く意味がわからないネタも結構ある。
前作のウリの一つだったメルドシステムは形を変えて登場している。

### システム
- パーティーメンバー4人のうち、2人が前衛、2人が後衛となる。前衛は直接攻撃や必殺技で攻撃し、後衛は魔法で攻撃や前衛の補助を行うことが基本となる。そのうち、ある特定の配置にすることで、属性を持ったフォーメーションにすることが出来る。敵側にも属性があり、こちらのフォーメーションの属性との間には相性が存在する。
- キャラクターにはそれぞれ「ファイトレベル」と「マジックレベル」があり、前衛のキャラには「ファイトレベル」の、後衛のキャラには「マジックレベル」の経験値が加算される。「ファイトレベル」はHPや強さ、「マジックレベル」はMPや知力に影響する。上記のフォーメーションとの関係で、バランスよく上げていかないと後で苦労することになる。
- 武器や防具の概念がある。武器には属性が存在し、大きく分けて長剣（水属性）・ヤリ（火属性）・短剣（風属性）・オノ（土属性）がある。さらに闇属性・光属性・ラ属性の武器もある。なお、そのキャラにとって弱点となるような属性の武器は装備することが出来ない。武器はメルドによって生成し、チャージによって強化することが出来る（後述）。防具はお守りや指輪があり、ステータスを上げたり属性防御を上げたりする効果がある。
- 戦闘では前作と同様、プレイヤーの出来る行動は「使用する魔法や必殺技を選ぶ」「戦闘から逃げる」だけで、あとは傍観しているだけで自動で戦闘が進んでいく。
- 属性の相関関係は、水は火に強く、火は風に強く、風は土に強く、土は水に強い、となっている。シナリオが進むとさらに闇・光・ラの3つの属性が登場し、ラは光に強く、光は闇に強い、となっている。

### チャージ＆メルドシステム
前作のウリの一つだったメルドシステムは、やや形を変えて登場している。ストーリー序盤ではメルドが禁止されているが、ストーリーが進むにつれてチャージ、そしてメルドと解禁されていく。
- チャージは、ある武器に別のアイテムを合成してその武器を強化するシステムである。武器には攻力と能力が存在し、チャージしたアイテムによって決まったぶんだけそれぞれのレベルが上昇する。攻力は武器の攻撃力に、能力は使える技の数に影響する。攻力レベルには限界が設けられているが、その武器と同じ属性のお守りや指輪をチャージすることでその限界を引き上げることが可能である（これをスペシャルチャージと呼ぶ）。どちらかというと、こちらの方が前作のメルドに近い。
- メルドは、ある武器に別のアイテムを合成して新たな武器を作り出すシステムである。材料となるアイテム同士の属性の相性によって、新しく出来る武器の属性が決まる。最強の武器の類はメルドによって生成するしか入手方法はない。

## 設定

### ストーリー
100年前、世界を破滅から救った英雄パイン。パインはその後、「禁断の森」を食い止めるため単身そこへ赴き、以後帰ってくることはなかった。そして、ロマの大神官ゲドラーはパインの残した言葉によってメルド禁止令を発令し、大規模なメルダーの迫害に乗り出した。
一方、ボアの森に居たハンター、キバとシャンゴの前に、突如謎の男キールが現れる。キールはキバの父ベータが持っていたはずの"ラの杖"を有しており、キバはその理由を問いただそうとするが、キールによって言いくるめられザザ寺院の地下へ導かれる。そこにはかつて世界を滅ぼそうとしたエルザード王が封印されており、キールはラの杖を利用してそれを復活させることが目的だったのである。そこへ、キールの婚約者であるリーファとグリフのルークが駆けつけ、キールを止めようとする。エルザードを復活させる儀式は結局失敗に終わるが、キバ・リーファ・ルーク・シャンゴの4人はエルザードの姿を目の当たりにし、謎の鍵を握るキールを追う旅に出ることになる。

### 用語
ラ
この世界に満ちているというエネルギー。チャージやメルドはこのエネルギーを利用して行われているとされている。
禁断の森
ある事件がきっかけで突如世界を覆い始めた謎の森林地帯。メルドンと呼ばれる奇妙な生物が生息している。
グリフ
奇妙な姿をした生物。語尾に「グリ」をつけ、「グリグリ」と鳴く。現在は数が減少しており、クリフの村に少数が暮らしているだけである。
メルドン
禁断の森に住む生物。メルドに関する技術を持っている。語尾に「ドン」をつけ、「プー」と鳴く。その珍しさゆえ、ハンターたちの狩猟対象となっている。
魔物製造機
魔法戦争時代に、魔物を兵器として使うために造られた機械。ゾーラの残党ヨピナスとアグ・ウーがこれを使用しようとした際暴走し、禁断の森が拡大するきっかけとなった。その後Dr.ダロスが研究を重ね、より強い魔物を製造できるようになった。人間をベースとして魔物に改造するものもあり、メルダーの処刑にも用いられている。

## 登場キャラクター

### 導かれし勇者たち
エルザードに導かれし4人の勇者たち。
キバ
本作の主人公。水の属性を持つ人間の少年。ハンター。父ベータの行方を知るキールを追い、旅に出る。
リーファ
火の属性を持つエルフの少女。婚約者キールの後を追って村を飛び出した。初期の頃はキバと対立することも多かったが徐々に惹かれ合っていく。
ルーク
風の属性を持つグリフの子供。"エルルのかけら"と呼ばれる秘宝を持っている。キバとリーファの喧嘩を仲裁することが多い。
シャンゴ
土の属性を持つ魔物の男。キバと共にハンターをしていた。ストーリーの中盤で姿が変化し、言葉を話せるようになる。元は人間の禁止官で、義父ツァラスの依頼により内部からゲドラーの調査をしていた。しかし、それがゲドラーに知られてしまいダロスの手によって魔物とされた。その後、禁断の森をさまよっていた際に結晶化したパインと出会い、パインの導きでベータ博士やキバと行動を共にするようになった。旅の途中で妻ジェシカと息子シャンタと再会するも、自分が醜い魔物となってしまったこともあり、あえて息子には名乗り出ることはしなかった。

### 負の勇者たち
キバたちと同様、エルザードに導かれし者たち。負の勇者という呼び名はレーナによるもの。
レーナ
ゲドラーに仕える聖女。キバの憧れの人でもある。ゲドラーの演説中に「勇者が現れる」という予言をしたため追放同然の扱いでザザへと流された。与えられた役割は勇者たちを導くことであり、キバに進むべき道を示していく。過去のユノにキバたちを導いた際、時の流れに飲み込まれてしまい、古代の魔法戦争の時代へ飛ばされてしまう。その際に記憶を失い、エルザードの王妃・デイリリとなる。戦争を止めようと人間の元に赴くも致命傷を負い、ラの泉へと飛び込み何処へと消えた。最期は時の狭間にてキバたちに世界再生への希望を託し、彼らを結晶世界へと送った。
キール
リーファの婚約者であるエルフの男。エルフを追放した人間に深い恨みを抱き、エルザードの力を利用して究極の魔物となることで人間を滅ぼそうとしている。父親の情報を餌にキバを連れて、ザザ寺院の地下にある封印の間でエルザードを復活させようとするも失敗に終わった。その後、キバたちの行く先々で出会うことになる。ゲドラーが闇の魔物となった際はダロス博士の協力により光の魔物となる。ゲドラーを打倒したキバたちの前に現れてラモンを拉致、彼を光の魔物とし自らと融合させ、エルザードの影であるラの魔物へと変貌した。
ラモン
ゲドラーに仕える神官だが、実は反乱軍に内通する神官たちの組織「ルミネ同盟」のリーダーである。一般人からの人気が高く、「パイン様の生まれ変わり」とまで呼ばれることがある。しかしその実態は卑劣かつ独善的。自らがゲドラーを倒して勇者となるため、自分にとって都合の悪い人間を次々と抹殺していく。ゲドラー打倒後、その手柄を自分の物にしようとするも失敗。キバたちに追いつめられるも、突如現れたキールによって拉致され、光の魔物にされた挙句、強制的に融合された。
Dr.ダロス
魔物製造機を利用して魔物を生み出す学者。天才的な頭脳を持つが魔物を作ることを好み、それをさせてくれるのなら協力する相手は選ばない。ゲドラーに協力して次々と魔物を生み出していくが、ゲドラー本人を闇の魔物とした際「自分より強い魔物を作ってしまう危険がある」とゲドラーに懸念され、殺害されそうになる。間一髪でキールに救出されるも、避難先でラモンの襲撃を受けて致命傷を負い、それが原因で命を落とす。死ぬ間際にキールの願いに応じて彼を光の魔物にした。魔物製造への欲望は死ぬまで潰えることなく、究極の魔物を見ることが出来ずに死んでしまうことを悔やみ、これから究極の魔物を見ることになるキバたちには「うらやましい」と羨望の言葉を残した。

### ロマの神官
ゲドラー
ロマの大神官。自らを「パインの代理人」と称し、メルド禁止令を発令した。禁止官と呼ばれる者たちを各地に派遣して、メルドの技術を持つメルダー達を迫害している。魔物を使って世界を支配しようと目論んでおり、自らの体の一部も既に魔物化している。エルザードに導かれし者たちが自らの命を狙っていると知り、ダロス博士の協力により闇の魔物となるが、最後は大神殿へ攻め上がってきたキバたちによって倒される。
シルフェス
ゲドラー直属の部下"四魔神官"の一人。風の属性を持つ。ローズとザザ一帯を支配していた。ローズの町で反乱軍を破るも、遅れてきたキバたちに倒される。最初に倒された四魔神官であり、彼が倒されたことはゲドラーたちに衝撃を与えた。
サラマンデス
ゲドラー直属の部下"四魔神官"の一人。火の属性を持つ。ギストの魔物工場、プラム村、ユノの村と数度に渡りキバたちの前に立ちはだかる。最後はキバの母マリアを人質にキバたちを誘い出すが、直接対決で敗れて死亡。彼だけ他の三神官と違うグラフィックを用意されているが、ゲドラーによってパワーアップされてからは他の三神官と同じグラフィックになる。
ウンディネス
ゲドラー直属の部下"四魔神官"の一人。水の属性を持つ。メルドンの森にてキバたちを圧倒する実力を見せつけたが、スンガで再戦した際には、力をつけたキバたちに敗れ去る。
グノムス
ゲドラー直属の部下"四魔神官"の一人。土の属性を持つ。ロマの村のパイン記念館でキバたちに倒される。

### 反乱軍
プーカ
キバの友人。まだ子供だが、禁止官たちの横暴に耐えかねて反乱軍に加入する。
ドンゴ
ザザの反乱軍のリーダー。ローズを解放するため反乱軍を率いて敵地に乗り込むも敗北。ローズの町の地下に投獄されたが、キバたちによって救出された。
ヘルメス博士
ザザの反乱軍メンバー。メルドの研究をしている。反乱軍も魔物を作るべきとするラモンの意見に反対していた。
ジム
カナーナの反乱軍メンバー。ザザで入手したチャージの技術書をカナーナへ届けようとしたが、その途中ラモンによって殺害された。
マチルダ
カナーナの反乱軍のリーダー。
ドランカ
ベリー峠を根城とする山賊の親分。偶然出会ったレーナに恋をする。スンガにて反乱軍と合流し、協力してくれるようになる。

### 過去の英雄たち
パイン
100年前、ゾーラを倒し世界を救った英雄。"禁断の森"の拡大を食い止めるためにそこへ赴いたが、二度と帰ってくることはなかった。実は森の奥で結晶化しており、キールやシャンゴ、欠片となったエルル、そしてエルザードを導いていた。その目的は、キバたちを生み出す化身として、破壊の化身エルザードを倒させることで滅びへ向かう世界を再生させることだった。
エルル
100年前、パイン達16人の勇者を導いたエルフの少女。水晶とされ砕かれたが、その意志は秘宝"エルルのかけら"に宿っている。
ラゼル
100年前、世界を救った16人の勇者の一人。戦いの後、パインの妻となった。2では日記でのみ登場。いなくなったパインのことをひたすら心配していた。
カーラモン
100年前、世界を救った16人の勇者の一人。パインが呟いた「メルドは危険かもしれない」という言葉を拡大解釈し、メルド禁止令を発令した張本人。
パピ
グリフの王。100年前パインと共に戦った16人の勇者の一人。唯一の生き残りだが、現在はかなりの高齢でほとんど動くことは出来ない。
エルザード
かつて5つ目の力を求めたが、魔物となり世界を滅ぼしてしまったエルフの王。元は優しい人物だったが、戦争を止めるために人間の元へ向かったデイリリ王妃が死亡し、恨みから魔物となる道を選んでしまった。時を超えて自らの影（キールとラモンの融合体）と重なり、究極の魔物となる。
デイリリ
エルザードの妃。戦争を止めるために人間を説得しに行き命を落とした。その正体は、時の流れに巻き込まれ過去へ飛ばされたレーナである。

### その他のキャラクター
ベータ
キバの父親でメルド研究の権威。かつてはゲドラーの部下だった。水の聖地ハンブを沈めたとされており、事件の後、罪滅ぼしのためにキバと共に放浪の旅へ出ていた。ラモンらによって捕らえられ、ギストの魔物工場にて闇の魔物とされる。キバたちとの戦いの後元の姿に戻るが、自らの命と引き換えに魔物工場を破壊した。
マリア
キバの母親。ハンブ事件の後ベータと別れ、現在は独りユノの村で暮らしている。夫の罪を償うためにハンブを浮上させる研究に没頭し、視力を失う。
ユーワン
リーファの父親。人間をあまり信用していない。
ペペ
グリフ。勇者に選ばれたルークに嫉妬し、ある騒ぎを起こす。
ジェシカ
シャンゴの元妻。
シャンタ
シャンゴの息子。シャンゴが本当の父親であることには気づいていたようで、町を出る際に再会を約束した。
ウォルフ
ジェシカの再婚相手。禁止官。シャンゴからジェシカを奪ってしまったことを後悔していた。
ツァラス
ジェシカの父親。メルドマスターであり現在は廃坑に身を隠している。
バジャ
世界を旅する盗賊。キバたちの行く先々に現れる。恋人ハンナと駆け落ちしプラム村に移住するが、襲撃してきたサラマンデスによってハンナが死亡、激昂しサラマンデスに戦いを挑むも、返り討ちにあい命を落とす。
ハンナ
バジャの恋人。バジャと共にプラムで幸せになろうという矢先、サラマンデスに捕らえられる。その後、自らが足手まといにならないようにするため自決。
レナルド
水の聖地ハンブの神官だった人物。レーナの父親。ゲドラーと大神官の座を巡り対立していたが、ゲドラーの策略によりハンブごと海に沈められてしまう。
トラピス
メルドンからメルドの技術を教えてもらい、広めた人物。メルドという名称をつけたのも彼。リーファの遠い祖先にあたる。

## スタッフ
- キャラクター・デザイン：松下進
- 音楽：タケカワユキヒデ
- ゲーム・ディレクター：桶谷正剛
- シナリオ：あだちひろし、刈部雅章
- アート・ディレクター：中村純
- マップ・グラフィック：つじひろし、佐藤圭子
- グラフィック：おかもとたけし、相庭博人
- デコレーター：関和義
- ビジュアル・エフェクト：ほんまひろし
- スクリーンプレイ：宮城信二、こやまつよし
- プログラマー：桶谷正剛、さとうまさと
- サウンド・プロデューサー：笹川敏幸、三井啓介
- サウンド・オペレーター：小原肇
- 音楽コーディネーター：アメニティー
- スペシャル・サンクス：電気未来社、竹部隆司、木本旬、白水薫里、荒井弘二、久保久、高津敏之、澤口岳志、富沢ひろみ、久保聡宏
- マネージャー：湯沢河童、広井栄二
- ディレクター：小崎整
- プロデューサー：和気正則、小林雅樹

## 評価
ゲーム誌『ファミコン通信』の「クロスレビュー」では8・7・7・7の合計29点（満40点）、『ファミリーコンピュータMagazine』の読者投票による「ゲーム通信簿」での評価は以下の通り、20.9点（満30点）となっている。
| 項目 | キャラクタ | 音楽 | お買得度 | 操作性 | 熱中度 | オリジナリティ | 総合 |
| 得点 | 3.6        | 3.5  | 3.3      | 3.4    | 3.7    | 3.5            | 20.9 |

## 関連商品
- 『エルファリアII　公式ガイドブック』（公式ガイドブック）ISBN 9784893663849